# ぷよぷよ
『ぷよぷよ』（Puyo Puyo）は、コンパイルが開発し、1991年10月25日に徳間書店インターメディアから発売された落ち物パズルゲーム。また、本作および以降の作品（ぷよぷよシリーズ）にブロックとして登場するスライムタイプのモンスターの名前でもある。どちらも縮めて「ぷよ」とよばれている。

## 制作

### 開発（旧ぷよ）
『テトリス』の登場により空前の落ち物パズルゲームブームとなり、1980年代末から1990年代初頭に掛けて各社から二匹目のドジョウを狙った多くの亜流作品のパズルゲームが登場した。『ぷよぷよ』もまた、そのような時代に生まれたパズルゲームの一つであり、80年代当時に徳間書店より発行されていたゲーム専門雑誌『ファミマガ』の読者参加型企画「ファミマガディスク」から生まれた企業とのタイアップゲームとして開発された。
ディレクター＆サウンド担当の塚本雅信及びデザイナーの森田健吾は当時『DiscStation』に掲載されたユーザー投稿ゲームに着想を得て、ドミノの牌が降ってきて、同じ数字や連番になるように積む『どーみのす』というゲームを開発していたが、遊べる段階まで実際に作ってみたところ全く面白くなかったため、作り直すことになった。その際コンピュータRPG『魔導物語』のスタッフ（初代開発者である田中貢がプロジェクトの合間に遊びで作っていたものを元に、米光一成を中心としたチーム）が関わり、落下するブロックを『魔導物語』に登場するぷよぷよに置き換え、それに伴いルールも一新した別のゲームに作り変える形で開発した。
米光によると、当時スタッフはやる気をなくしていた上に、デザイナーが次の企画に入っていたため新しいデザインが用意できなかったとニュースイッチとのインタビューの中で振り返っており、スタッフのやる気を出すためにぷよぷよに置き換えたと明かしている。
米光はぷよぷよを選んだ別の理由として「自分が大好きな『テトリス』の、横一直線に並ぶと消える数学的でソリッドなルールが面白いと思っていた。ただし、それを踏襲すると二番煎じになるため、ソリッドの正反対であるソフトをテーマにすると全く違うものになると考えていた。」と説明している。
その後、本作は1991年10月25日にMSX2ならびにファミコン ディスクシステム用ソフトとして徳間書店インターメディアから発売された。この時点では、雑誌「マイコンBASICマガジン」上で記事を執筆していたライターの手塚一郎が対人戦の面白さを大いに評価していたものの、大きな話題を呼ぶことはなかった。

### 開発（無印ぷよ）
旧ぷよの発売後、アーケード向けにアレンジした『ぷよぷよ』をセガから発売することとなった。コンパイルは創業以来セガとの資金・制作面における関係が深かったことから、当初よりぷよぷよの新作はセガハード版から優先して開発されており、アーケード基板もセガ製のものだった。セガも落ちものパズル『コラムス』のソースコードを提供するといった協力体制が組まれた。また、セガからは一人用モードをエンドレス形式にするという提案もあったが、ロケテストでの結果が思わしくなかったことから、アーケード版への採用は見送られた。一方で、コンパイル社長の仁井谷正充が提案した「ひとりでぷよぷよ（対コンピュータ戦）」は、テストの評判が良く採用されることになった。その後、画面とサウンドを強化し、モードや操作性などに大幅な改良を加え、対戦モード「ひとりでぷよぷよ（対コンピュータ戦）」「ふたりでぷよぷよ（対人戦）」をメインにしたアーケード版が1992年10月にセガから発売された。それから2か月後の1992年12月18日には、エンドレスモードに相当する「とことんぷよぷよ」などを搭載したメガドライブへの移植版がセガから発売された。
この他、本作が当時斬新だった点として「連鎖ボイス」が挙げられる。これは、『魔導物語』に搭載されていたキャラクターボイスを引き継いだものとなっている。制作元がセガに移った後の作品にも、非常に大きな連鎖をしたときに「ば・ば・ば・ばよえ〜ん!!」と声が重なる演出が存在するが、これも『魔導物語』に登場する魔力倍加魔法「ダイアキュート」が元になっている（倍率が上がるごとに重なる回数が増えていく）。なお、『魔導物語』から継承した点としてキャラクターと連鎖ボイスが有名だが、それ以外にもBGMやフィールドを囲っている枠、状況に応じたキャラクターの表情変化などにも『魔導物語』に通じる意匠が散見される。なお、「ばよえ〜ん」の由来は伊集院光がボヨヨンロックをオペラ風に「ぼよよん」と唄っていたのを、開発者には「ばよえん」と聞こえておりその響きが気に入ったからだという。

## ゲームシステム

### 基本的なルール
- フィールドは基本的に縦12マス×横6マスの格子で構成される。格子の1マスにつき1個のブロック（ぷよぷよ、略してぷよ）を置くことができる。ただし、上方向は、画面外に1マス分だけぷよを置くことができる。
- 上からぷよが2つ1組で落下してくる（「組ぷよ」と呼ばれる[注 1]）。ぷよは種類ごとに色が異なり、色は3-5色ある。プレイヤーはぷよに対して回転、横移動、高速落下のいずれかの操作を行う。
- 次に落下するぷよはフィールドの枠外に「NEXTぷよ（ネクストぷよ）」として予告される。配られる組ぷよの配分は麻雀のツモに例えられている[要出典]。
- 落下してきたぷよがフィールドの床やほかのぷよに衝突すると、その位置にぷよが固定される。ただし、組ぷよを横にして置いたりなどして、ぷよに1マス分でも下方向に空白がある場合は、強制的にそのぷよだけ落下する。
- 固定されたぷよと同色のぷよが周囲4方向（縦横のみで斜めではない）にいる場合、それらは互いにくっつく。
- ぷよが4個以上くっつくと消滅し得点となる。

『ぷよぷよ』における2連鎖のイメージ

- ぷよの消滅により上にあったぷよが落下する。このとき再びぷよが4個以上くっつくと消滅し、連鎖が起きる[7]。なお、普通に4つ色を並べて消す行為のみでも1連鎖と考え、消滅した回数（○回）に応じて○連鎖と呼ばれる。複数色を同時に消した場合や同色を別箇所で消した場合でも、1連鎖扱いとなる。
- ぷよを消したときに入る得点は、消したぷよの数に、設定された「連鎖倍率」を掛けることで計算できる。
- ぷよが×印に触れると「窒息」してゲームオーバーとなる。

### 対戦ルール
ぷよぷよは基本的に人間もしくはコンピュータとの対戦に主眼が置かれている。
- 互いに配られるぷよは共通（アーケード版『ぷよぷよ』以降）。例外的に最初期の作品であるMSX2版とファミコンディスク版や、コンピュータ戦で一部のキャラクターがNEXTぷよを強制的に書き換えた場合、一部作品の『ひとりでぷよぷよ』の難易度設定や対戦モードのハンデ設定により互いのぷよの色数が異なる場合などは一致しない。
- 対戦形式の場合、ぷよを消すと得点に比例した量の「おじゃまぷよ」と呼ばれる透明なぷよが相手のフィールドに降る[7]。画面に一度にまとめて降る最大量は30個（=5列）。それ以上のおじゃまぷよを送りつけられている場合、2回以上に分けて降ってくる。
  - 「おじゃまぷよ」同士は4つ以上くっついても消滅しない。おじゃまぷよの近くで通常の色ぷよを同色4つ以上つなげて消滅させると、その上下左右に隣接していたおじゃまぷよもつられて一緒に消える。
  - 相手に送れるおじゃまぷよの個数は、連鎖による得点を「おじゃまレート」で割ることで計算できる。
    - 多くのタイトルでは「マージンタイム」と呼ばれる時間制限が実装されており、この制限時間を過ぎるとおじゃまレートの数値が徐々に減少していき、互いにおじゃまぷよの降る数が多くなるため、マージンタイム以降は早期に決着がつきやすくなる。

  - おじゃまぷよが降って来る前に、相手側のフィールド上部（一部機種は側面）に「予告ぷよ」が表示される（アーケード版『ぷよぷよ』以降で実装）。なお、本作に限りアーケード版やメガドライブ版など一部の機種では、1プレイヤー側と2プレイヤー側で予告ぷよが左右対称に表示されるという特徴がある[注 2]。
    - 『魔導物語』のシステムになぞらえ、降ってくる個数はファミコン版を除いて具体的には表示されず、小ぷよは一個単位、大ぷよ（中ぷよ）が1列である6個単位、その他30個単位の岩ぷよ（隕石ぷよ）がある。
    - 予告表示後おじゃまぷよが降ってくるのは、相手の連鎖が止まり、送られた予告ぷよの数が確定した後に出現している最初のぷよが接地し、NEXT表示されているぷよが落下態勢に入る直前。
- 通常の場合、先に左から3列目が上まで埋まった方が「窒息」して敗北となる。
- 通常は、「ひとりでぷよぷよ」では1本先取、「ふたりでぷよぷよ」では2本先取で勝敗を決する。ただし、多くの機種ではオプションで対人戦の先取本数を変更可能。

## 旧世代ぷよぷよ（旧ぷよ）
『ぷよぷよ』シリーズの元祖となる作品。次世代の『ぷよぷよ』（新ぷよ）とタイトルが同一であるため、区別のために電波新聞社から発売されたムック『ALL ABOUT ぷよぷよ』では旧ぷよと呼ばれていたほか、一部のメディアでは「旧ぷよぷよ」が通称として扱われていた。後に、1998年発売のムック『ディスクステーション Vol.21』にて『ぷよぷよ〜ん』の発表にあわせて特集されたシリーズ紹介の記事や、Game Watchによる2019年のインタビュー記事ではプロトタイプぷよという呼称が用いられていた。このほかにも単にMSX2版やFC版と呼ばれることも多く、セガの奥成洋輔は2020年のインタビューの中で、ディスク版と呼んでいた。現在「旧ぷよ」という用語は『ぷよぷよフィーバー』以降の作品に対してコンパイル時代の作品を区別する際にも使われる。
この当時はまだシステムが確立されておらず、後の「とことんぷよぷよ」に相当する1人でエンドレスでプレイするモードがメインであり、コンピュータとの対戦や「連鎖ボイス」が搭載されていないなど、後続のシリーズとはシステムが若干異なる。
また、いずれのバージョンにおいても、後にシリーズで主人公を務めるアルルはパッケージやタイトル画面（MSX2版のみ）に登場するのみに留まっており、ゲーム本編には登場しない。
ぷよの色は最大6色（緑・赤・黄・灰色・黄緑・青）存在し（後の作品では最大5色）、軸ぷよではない方のぷよは設置するまで顔が表示されない。オプション設定により、ぷよぷよの形状を「ヒューマン（人型）」に変更できる。「ヒューマン（人型）」変更時は同じ色の人が上下に重なると肩車をし、横に並ぶと手をつなぐ。
一方で、相手側に一度に送りつけることができるおじゃまぷよ（ストック）の最大数の制限は、これ以降のシリーズにも引き継がれていくことになる。
MSX2/2+版
コンパイルから発売。先述の通りぷよは6色で、接着時のいわゆる「ぷよぷよ感」はまだなかったが、ぷよのデザインが色別にそれぞれ異なっており、後に新ぷよ以降でも多く使われた形状のベースとなっている。タイトル画面やパッケージではMSX2版『魔導物語1-2-3』の主人公の少女（後のアルル・ナジャ）が描かれているが、衣装は同作のものに準拠しており、後のアーケード版以降のものとは異なっている。また、プレイ中にはアルルは一切登場しない。
隠しコマンドでぷよの形状を「ヒューマン」型、黄色ぷよのみを「カーバンクル」に変更できるモードがある。
操作方法も試行錯誤な状態だったのか、開発中のバージョンの一つには『魔導物語』の様に、カーソルキーのみで操作できる仕様のものも存在した。
2024年3月26日より、プロジェクトEGGにて配信開始。
ファミリーコンピュータ ディスクシステム版（書き換え専用）
MSX2版と同時発売で、ゲーム内容もほぼ同様。こちらは全色のぷよの形状が同じデザインに統一され、MSX2版における「みどりぷよ」型（丸い中華まんのような形状）に似たものとなっている。タイトル画面は『ぷよぷよ』のロゴが青い文字で大書きされているのみで、アルルは一切登場しない。オプションでぷよの形状を「ヒューマン」型に変更することが可能。MSX2版や後のシリーズとは異なり、可視フィールドが13段目まで存在する。
販売は徳間書店インターメディアで、「ファミマガディスク」シリーズのVol.5として発売された。このシリーズのいくつかは一般公募作品だが、本作品は一般公募作品ではない。また、書き換え専用ソフトのためパッケージ販売はされていない。
2024年6月11日より、プロジェクトEGGにて配信開始。
ファミリーコンピュータ（ロムカートリッジ）版
前述のディスクシステム版をベースとし、ロムカートリッジ版として再発売。販売は同じく徳間書店インターメディア。後述のアーケード版やメガドライブ版などの新ぷよ登場後に改めて移植された作品で、2人対戦時に新ぷよの要素が一部取り入れられている。本作はバッテリーバックアップ機能を搭載していない事情から、ミッションモードの進行状況の記録はパスワード方式に変更された。文字色などのデザインがディスクシステム版から僅かに変更され、タイトル画面やパッケージのタイトルロゴも新ぷよと同様の書体で赤色の文字に変更された。パッケージイラストのアルルの衣装は新ぷよ準拠に変更されているが、ディスクシステムと同じくゲーム中には登場しない。
既に新ぷよが登場した後に発売されたため、対戦時に降ってくるネクストぷよが後のシリーズ同様に両側のプレイヤーで一致した順番で降ってくるように変更され、対戦時に発生するおじゃまぷよの最大リミット数を18個、24個、30個、42個、60個、255個から変更できる機能が追加されている（一度に降る量は新ぷよと同じく最大30個まで）。最大値である255個に設定すれば、より新ぷよに近いルールになる。またそれに合わせて、両フィールドの画面下に、相手から送られた予告おじゃまぷよの数値表示と、対戦の通算勝利数カウント表示が追加されている。
2024年4月16日より、プロジェクトEGGにて配信開始。
Windows版『魔導物語 超きゅ〜きょく大全 ぷよぷよ入り』
限定復刻パッケージとして、MSX2・FC・FCD・PC-98版『ぷよぷよ』とPC-98版『なぞぷよ』を収録。

### ゲームモード（旧ぷよ）
ゲームモードは以下の3つ。プレイ中のBGMと効果音はそれぞれ3種類から選択可能で、後の新ぷよにも本作のBGMが使用されている。エンディング曲はMSX2版・ファミコン版共通で本作のみのオリジナル。
1PLAYER
ENDLESS
後の「とことんぷよぷよ」、通称とこぷよ。エンドレスに降ってくるぷよぷよをひたすら消し続けるモード。
開始時にMSX2版では1-5、ファミコン版2種では1-4のレベル選択が可能な他、お助けキャラクターとして「カーバンクル（置いた場所からランダムで移動し、動いた軌跡のぷよを全て同じ色にする）」か「びっぐぷよ（置いた場所の縦2列分を全て消去する）」のどちらか、もしくは登場させないかを選択できる。この要素は、後述の新ぷよや『ぷよぷよ通』の一部機種にも継承された。
MISSION
後の「なぞなぞぷよぷよ」（通称なぞぷよ）に相当する、提示される条件に沿ってぷよぷよを消していくモード。
全52問を収録。MSX2版とディスクシステム版は進行状況をディスクに保存できるが、ロムカセット版はパスワードコンティニュー形式となっている。52問全てクリアすると、エンディングを観ることが出来る。
2PLAYER
後の「ふたりでぷよぷよ」、通称ふたぷよ。人間2人で対戦するモード。
ハンディキャップ設定としてそれぞれMSX2版では1-5、ファミコン版2種では1-4のレベル選択が可能。

## ぷよぷよ
前述の旧世代『ぷよぷよ』（旧ぷよ）をベースに、対戦要素やキャラクター性を強化してリニューアルした作品。こちらは区別のために『無印』、『ぷよ1』などと呼ばれ、『ぷよぷよ! Puyopuyo 15th anniversary』などの作品では『初代ぷよぷよ』とも称されている。ゲームの基本的なシステムは、本作で確立している。
なお、旧世代『ぷよぷよ』（旧ぷよ）ではなぜぷよが消滅するのかに関しての設定や説明は特に設けられていなかったが、本作のゲームの取扱説明書などで呪文「オワニモ」によるものという『ぷよぷよ』オリジナルの設定が設けられた。この設定は後に『魔導物語』にも逆輸入され、『魔導物語 道草異聞』などの外伝作品が作られた。

### 各機種共通の特徴
この新ぷよでは「ひとりでぷよぷよ」（対CPU戦）や自キャラの連鎖ボイス、キャラクターなどが登場し、ぷよの色は最大5色（緑・赤・青・黄・紫）に設定され、一回の連鎖でのおじゃまぷよの予告数の制限がなくなる（画面に一度に降るのは最大30個で、予告では岩ぷよ1個分で表現される）。表示される予告ぷよの最大単位は30個（岩ぷよ）×6までだが、内部的にはそれ以上も計算されている。次作『ぷよぷよ通』以降に採用される「相殺」システムがないため相手からの攻撃を防ぐ手段がなく、いかに素早く連鎖を組んで相手を攻撃するかが競われていた。
フィールド内で連鎖が可能となる物理的な回数の限界は19連鎖まで。コンパイルからの回答によると「実際のところは14、15連鎖が限度のようです」との事。
「ひとりでぷよぷよ」では、画面中央のスペースにコンピュータが操る敵キャラクターの顔アニメが大きく表示され、状況に応じて表情や汗の演出などが変化する。各ステージ間に加えられた主人公アルルと敵キャラの会話デモ（後に「漫才デモ」と呼称される）や、タイトルでの操作デモも特徴的だった。また、敵キャラクターのうちハーピーとウィッチに限り特殊なぷよの消え方のアニメーションが採用されており、ハーピーは音符、ウィッチは小さな星が飛び出すようになっている。『ぷよぷよ通』以降はこの演出が拡張され、『ぷよぷよ〜ん』まで多くのキャラクターが特殊な消え方を持つようになった。
ゲームギア版以外はエンディングでゲーム中のキャラクターが順番に登場し、BGMとして「魔導物語音頭」のアレンジ版である「ONDO OF PUYOPUYO」が流れる。
ボイスはPCエンジン版を除いて基本的にMSX2版及びPC-9801版『魔導物語1-2-3』からの流用であり、対戦相手側の連鎖ボイスはアルルから音程を下げたものである。ルルーのみ『魔導物語1-2-3』にボイスが入っていなかったため、それに倣って本作でもボイスが用意されなかった。

### プロローグ
ゲームギア版とパソコン版のプロローグは、オワニモの創造者が異なり、創造者の観点から封印する事になる判断基準として、呪文を会得するまでの難度に違いがあるため、プロローグの細かな内容に違いがある。

### 各機種版の特徴
大別すると、最初に世に出た「アーケードゲーム」版（アーケード版）、ほぼ同時期に開発・リリースされた「メガドライブ版」および独自に開発されたその他の機種版に分けられる。「アーケード版」と「メガドライブ版」はどちらも見た目はほとんど同じだが、細かい仕様やプレイフィーリングに差異があり、メガドライブ版はアーケード版の移植作品ではないと言えることから、21世紀以降にリリースされた他機種版では、どちらの版を移植したのか公式に言及されることが多い。
アーケード版
メガドライブ上位互換であるアーケードゲーム基板「C2ボード」で開発ならびに発売された。ゲームモードは「ひとりでぷよぷよ」と「ふたりでぷよぷよ」の2つの対戦モードのみで、このアーケード版には前述の旧世代『ぷよぷよ』のメインモードであり、当時人気を博していた『テトリス』のようなエンドレスモード「とことんぷよぷよ」は収録されておらず、当時としては異色な作品だった。アーケード版には「マージンタイム」と呼ばれる制限時間が設定されており、対戦が長引くにつれ、おじゃまぷよの量が徐々に増加してゆく。ぷよの回転を行うボタンが1つしか設定されていない事情から、右方向にしか回転させることができない。
本作と後述のメガドライブ版では、ネームエントリーにおいて「.（ピリオド）」がゲームクリア時のネームエントリーの時しか入力できないという不具合がある。
2011年4月12日、Wiiのバーチャルコンソールアーケードで配信開始、800Wiiポイント。アーケード版の内容に加え、新たにニンテンドーWi-Fiコネクションによるネット対戦機能が追加されたが「ニンテンドーWi-Fiコネクション」のサービスが2014年5月20日23時を以って終了したため、以降はネット対戦不可。2019年1月31日14時59分を以って「Wiiショッピングチャンネル」サービス終了に伴い、配信は終了。
2019年3月28日よりNintendo Switch用ダウンロードソフトが新生SEGA AGESシリーズの1作として配信されている。Wiiのネット対戦サービス終了後5年ほど途絶えていた「初代ぷよ」のネット対戦に対応した。また続編シリーズからいくつかのシステム・操作方法を逆採用し、続編の操作方法に慣れているプレイヤーに配慮する（左方向への回転ボタンを別途用意し2ボタンで操作する方法の実装、『通』から「クイックターン」システムを実装 など）。海外版を同時収録することで、英語圏のプレイヤーにも対応する。

2020年12月17日には1980年代から1990年代にかけてセガが発売し、各種施設で稼働させたアーケードゲーム作品36タイトル（+おまけ1タイトル）をプリインストールした復刻系ゲーム機・アストロシティミニに、アーケード版が『ぷよぷよ通』のアーケード版と共に収録された。
メガドライブ版
新ぷよとしては最初のコンシューマーへの移植作。アーケード版に非常に忠実な移植だが、ハード性能や容量の事情から4連鎖分×2人分=8種類あった連鎖ボイスが2種類（両サイドの2連鎖目のみ）しかなく、収録されているボイスは先述の連鎖ボイスとタイトルコール「ぷよぷよ」を合わせた3種類のみで、敵キャラクターの登場ボイスも全て削除されている。さらに、連鎖ボイス再生時はBGMが一旦停止する。タイトル画面が敵キャラクターらの行進から魔法を唱えるアルルのアニメーションに変更され、以降の移植機種もX68000版など一部を除いてこれを継承している。アーケード版には収録されなかったエンドレスの「とことんぷよぷよ」モード（通称とこぷよ）、スタッフロールが追加されている。メガドライブ本体とセットになったバージョンも発売され、メガドライブのキラーソフトとなった。
移植版
- セガゲーム本舗にて配信実績あり。（詳細はリンク先を参照）
- Wii版バーチャルコンソール - 2006年12月2日から2019年1月31日まで配信（購入には600Wiiポイントが必要）。
- メガドライブ ミニ -2019年9月19日セガ自ら手掛けリリースされる復刻系ゲーム機本体にプリインストールされる42作品（+EX2作品）の1つとして収録。（日本をのぞいた東アジア版のみにデフォルト収録。北米・ユーロ版は海外版『ドクターエッグマンのミーンビーンマシーン』のオプションにある「リージョン設定」を操作することでプレイ可能）
- セガ メガドライブ for Nintendo Switch Online - 2021年10月26日から任天堂の有料オンラインサービス・Nintendo Switch Online加入者向けの有料追加コンテンツ（パック）の1つとして収録。なお、任天堂が制作・販売する加入者限定商品「セガ メガドライブ ファイティングパッド 6B」を購入すれば、メガドライブ2の同梱コントローラであるファイティングパッド6B版と殆ど変わらない操作感が得られる、

ゲームギア版
ハードの制約上ぷよが単色表示で、形状もすべて同じとなっている。2台で通信対戦が可能。ぷよの接地回数に制限がないために、ぷよを回転し続け接地を繰り返すだけで永遠に固定しないという特徴がある。オープニングなどのBGMも一部変更となり、ボイスと漫才デモは収録されていない。この機種のみエンディングでのキャラクター紹介が無く、スタッフロールのBGMがメガドライブ版や以降の機種とは異なるオリジナルの曲となっている。また、敵キャラクター固有の思考ルーチン（ハーピーの特殊な積み方など）が存在しない。全30問の「なぞなぞぷよぷよ」モードを収録。海外仕様の本体で起動すると、メッセージのみが英訳された『Puzlow Kids』というバージョンに変わるが、実際には本バージョンは日本国内でしか発売されなかった。
2013年1月30日より、ニンテンドー3DS版バーチャルコンソールで配信開始（購入価格は税込み300円）。
PC-9801版
画面解像度が当時としては高く（640x400）、それに合わせて漫才デモ等のグラフィックが全面的に描き直されアーケード版より高画質化されている。フィールドの天井がなく、予告ぷよが画面左右端の壁の中へ縦に並んで表示されるのが特徴。内容は同時発売のゲームギア版に概ね沿っており、タイトルのBGMは音源違いだがゲームギア版と同様で、漫才デモこそあるが対戦中のボイスや敵キャラクター固有の思考ルーチンが無い。音源部分がメガドライブとほぼ同じであり、BGMもメガドライブ版に近いものが使われている。ゲームギア版とは異なる全50問の「なぞなぞぷよぷよ」モードを収録。特典として4コマ漫画などのブックレットが付属していた。さらに、最終ボスのサタンに勝利した直後に隠しコマンドを入力することによって、エンディングのアルルのグラフィックが魔導酒を飲んで酔っている状態に変化するというギミックがある。
上記Windows版『魔導物語 超きゅ〜きょく大全 ぷよぷよ入り』にも復刻収録。
2023年10月17日より、プロジェクトEGGにて配信開始。
す〜ぱ〜ぷよぷよ（スーパーファミコン版）
コンパイルが開発を経て、バンプレストから販売。8M。他の機種とはハード仕様に起因する解像度が異なる事情からレイアウトが変更され、敵キャラクターの顔グラフィックはCPU側のフィールド内に表示される。アーケード版にあるボイスはすべて収録されており、思考ルーチンなども再現されている。独自要素として、おぷしょんの隠しモードに入ることによっておじゃまぷよのレート（消したぷよの量に対して相手に送りつけるおじゃまぷよの量）を大まかに変更したり、任意のステージから開始できるステージセレクト、CPU同士の対戦を見る（ウォッチモード）ことなどが可能。売上本数は約170万本を記録し、サテラビューでの製品版データ配信や、ニンテンドウパワーでの書き換えも行っていた。
FM TOWNS版
当初は『ゴルビーのパイプライン大作戦』に引き続き、コンパイル自らがファミコン版をベースに移植を行う予定だったが、諸事情により発売中止となる。その後、アーケード版の人気を経て、CSK総合研究所（後のCRI・ミドルウェア）がアーケード版をベースに移植することとなった。画面レイアウトはアーケード版に準拠。BGMはCD-DAで再生されるが、後述のPCエンジン版の一部BGMのように大幅なアレンジはされていない。グラフィックは非常に忠実に移植されているが、操作性や動きが鈍い（例えばぷよ回転ボタンの連打がきかない）、操作デモンストレーションが省かれているなど、中身の完成度の面では至らない部分がある。
ぷよぷよCD（PCエンジン版）
NECアベニューから販売。各ボイスを著名な声優が担当しており、音声付き（フルボイス）の漫才デモがCD-DAで再生される唯一の移植作となっている。また、アルル以外の敵キャラクターにも各声優が演じた連鎖ボイスが用意されており、おじゃまぷよが降る際には連鎖数に応じたダメージボイスが流れる。これに伴い、ふたりでぷよぷよでは使用キャラクターを選択出来る。ぞう大魔王戦のフィールド揺れは搭載されていない。この機種では、アーケード版などで用意されていなかったルルーの登場ボイスが新たに追加されている。さらに、『ひとりで - 』でのコンティニュー時に漫才デモを再度見るか、漫才デモを省略して直接戦闘に入るかをメニューで選択出来る。一部BGMは田中勝己によって編曲されたものが使われている。全面クリア後に2周目として、若干台詞が異なる漫才デモのアレンジバージョンが収録されている。また、バックアップRAMの容量が無い時や2P側にコントローラーが繋がっていない状態で「ふたりでぷよぷよ」を選んだ時など、オリジナルのエラー画面が表示される。
以下、担当声優の一覧をエンディングでの登場順に記載する。この声優陣はPCエンジンでの続編『ぷよぷよCD通』にも一部を除いて引き継がれた（ぷよぷよ通#PCエンジン版（ぷよぷよCD通）も参照）。
| - 三石琴乃 - アルル・ナジャ - 千葉繁 - スケルトンT、さそりまん - 堀川亮（現・堀川りょう） - ナスグレイブ - 塩沢兼人 - マミー - 水谷優子 - ドラコケンタウロス、スキヤポデス | - 青野武 - すけとうだら - 山崎和佳奈 - ハーピー - 日髙のり子 - パノッティ - 田中一成 - ゾンビ - 榎本明美 - ウィッチ、カーバンクル | - 郷里大輔 - ぞう大魔王 - 井上和彦 - シェゾ・ウィグィィ - 尼子狂児 - ミノタウロス - 冬馬由美 - ルルー - 矢尾一樹 - サタン |

X68000版
開発はSPS。アーケード版準拠の移植だが、隠しモードとして「とことんぷよぷよ」も収録。PC-9801版同様、音源部分がメガドライブとほぼ同じ関係上、BGMもメガドライブ版に近いものが使われている。
ゲームボーイ版
開発はウィンキーソフト、販売はバンプレスト。表示領域の狭いモノクロ画面のため、GB本体でプレイする時は白黒の濃淡と形状でぷよを区別することになる。スーパーゲームボーイにも対応しており、これを使えばカラー表示となり、ソフト単体で2人対戦も可能。ただし、SGB用の専用フレームは用意されていない。SGBでプレイした場合は、色数の事情から緑ぷよが無く、青ぷよが水色ぷよ、緑ぷよが青ぷよに変更されている。ボイスは出力されず、曲数・音数も少ないが、漫才デモはアニメーションや台詞などが一部変更・簡略化されてはいるものの、ほぼすべて収録されている。タイトルのBGMはゲームギア版と同様で、個別の思考ルーチンも存在しない。スタッフロールのBGMは、OPと同じBGMが使用されている。操作性や反応は多少鈍く、落下速度が遅い前半ステージなどでは↓キーでの高速落下の処理も同時に遅くなっている。「とことんぷよぷよ」にはタイムアタック機能も搭載。ソフトパッケージには一切画面写真が無かった。
ぷよぷよ for Windows（Windows 3.1版）
WinGを使用。開発はクエスト、販売はボーステック。主にPC-9801版に準拠した移植だが、それに加えてアーケード版のボイスがすべて収録されている。ルルーの登場ボイスも追加されているが、アルルのボイスの流用となっている。320x200の低解像度サイズも備えており画面サイズを2種類から選択できるが、全画面モードはない。640x400ではPC-9801版と同様のグラフィックを使用しており、画面レイアウトもPC-9801版と全く同じで、天井ではなく側面におじゃまぷよが表示される形式。320x200でのグラフィックはほぼ従来版に近いデザインだが、バトル中のレイアウトはPC-9801版と同じ。PC-9801版と同じく、なぞぷよモード50問が収録されている。CD-ROMにはオマケとしてWindowsデスクトップ用の壁紙が収録されている。至るところでデモ版CD-ROMが配布された。雑誌付録CD-ROMでアップデータも配布され、若干のバグフィックスが行われた。本作は後に「Windows 95対応版」としても発売されたが、後述のWin95専用版とは異なる。
ぷよぷよ for Windows 95（Windows 95版）
基本的にWindows 3.1版からの移植。グラフィックはPC-9801版に近い高解像度のものだが、漫才デモの細かなアニメーションなどが描き直されている。画面レイアウトはWindows 3.1版と同様で、予告ぷよが画面横に表示される。フルスクリーン専用。ハーピーなどの特殊な積み方がアーケード版に忠実になった。なぞぷよモードも収録されているが、壁紙は削除された。後に『 - for Windows 95/98』としても発売。また、2000年代中頃まで、セガゲーム本舗名義で「WindowsXP対応版」のパッケージでメディアカイトから安価に販売されていた（内容はWindows 95版と同一）。2002年8月9日には『Wセレクション6 ぷよぷよ&マジカルドロップIII』としてもカップリング発売。
なお、当時のセガゲーム本舗では同時にオンラインでメガドライブ版もネット配信されていたが、こちらとは内容が異なる。
ぷよぷよ for Macintosh（Macintosh PPC版）
Windows 95版の移植で、内容もほぼ同一。ただし、こちらでは画面レイアウトが変更され、予告ぷよは他機種同様に画面上部に表示されるようになった。
ぷよぷよ（CX-100版）
カシオのカラーワープロ版。
ぷよぷよ（U1版）
パナソニックのカラーワープロ版。
ぷよぷよ for CE（Windows CE版）
ひとりでぷよぷよ専用。
ぷよぷよ for CE2（Windows CE版）
カラーディスプレイに対応した。
ぷよぷよBOX（PlayStation版）
モードのひとつとして、メガドライブ版をベースに移植した「ぷよぷよ復刻盤」を収録。歴代PlayStationハードにおいてプレイ可能な初代『ぷよぷよ』は本作が唯一だが、おじゃまぷよに得点が設定されているなど、他機種版と異なる点もある。
ぷよぷよ（S!アプリ 50K版）
S!アプリへの移植版。
ぷよぷよ豪華版（S!アプリ 256K版）
上記の豪華版。
ぷよぷよ（ウィルコム版）
ウィルコム端末への移植版。

### ゲームモード

#### ひとりでぷよぷよ
次々に現れるコンピュータの操る敵キャラクターと対戦するストーリー付きのモード。MSX2版とファミコン版当時には存在せず、アーケード版以降で初搭載された。
バックストーリーは、4匹以上の同色の魔物を時空の狭間へ消し去る呪文「オワニモ」を解き放った魔導師の卵の少女アルル・ナジャが、「ぷよぷよ地獄」に立ち向かう、というもの。
ストーリー中の会話デモは『魔導物語1-2-3』のエピソード3終了後を踏まえた形となっており、登場キャラクターの出典も全てMSX2版『1-2-3』までに登場していたもので、終盤のボスもエピソード2・3の登場人物達である。主人公のアルルの衣装はPC-98版『1-2-3』のものに近いデザインが採用されている。
本作の「ひとりでぷよぷよ」は3種類の難易度から選択する。なお、本作の『むずい』レベルは序盤の3ステージが自動的に省略された上でステージ4のハーピーから開始となる点を除いて、『ふつう』レベルと全く同じとなっている。
| 『ひとりでぷよぷよ』対戦表 | 『ひとりでぷよぷよ』対戦表 | 『ひとりでぷよぷよ』対戦表 | 『ひとりでぷよぷよ』対戦表 |
| ステージ                   | やさしい                   | ふつう                     | むずい                     |
| -------------------------- | -------------------------- | -------------------------- | -------------------------- |
| 1                          | スケルトン-T               | ドラコケンタウロス         | -                          |
| 2                          | ナスグレイブ               | すけとうだら               | -                          |
| 3                          | マミー                     | スキヤポデス               | -                          |
| 4                          | -                          | ハーピー                   | ハーピー                   |
| 5                          | -                          | サソリマン                 | サソリマン                 |
| 6                          | -                          | パノッティ                 | パノッティ                 |
| 7                          | -                          | ゾンビ                     | ゾンビ                     |
| 8                          | -                          | ウィッチ                   | ウィッチ                   |
| 9                          | -                          | ぞう大魔王                 | ぞう大魔王                 |
| 10                         | -                          | シェゾ・ウィグィィ         | シェゾ・ウィグィィ         |
| 11                         | -                          | ミノタウロス               | ミノタウロス               |
| 12                         | -                          | ルルー                     | ルルー                     |
| 13                         | -                          | サタン                     | サタン                     |

#### その他のゲームモード
それぞれMSX2・ファミコン版の「2PLAYER」、「ENDLESS」、「MISSION」がベースとなっている。
ふたりでぷよぷよ
人間2人で対戦するモード。アーケード版以外は旧作同様、それぞれハンディキャップ設定としてレベルを選択できる。各レベルの名称は1-5の数字とともに「激甘」「甘口」「中辛」「辛口」「激辛」と、カレーライスのイラストと共に辛さに例えた名称になっている。このレベル名称は、後のシリーズにも継承されている。
とことんぷよぷよ
前述した旧世代『ぷよぷよ』のメインモードだった、エンドレスにぷよぷよを消していくモード。アーケード版には収録されていないが、メガドライブ版以降はほとんどの機種に収録されており、据え置き機版ではほとんどの機種で2人同時プレイが可能になっている。開始時のレベル選択は1・3・5で「激甘」「中辛」「激辛」の3段階。旧作にも存在したお助けキャラクターも出現し、激甘の場合はびっぐぷよとカーバンクルの両方、中辛はカーバンクルのみ、激辛はびっぐぷよのみ出現する。
一部の機種では、1P側と2P側で別々にポーズをかけることが出来る。
なぞなぞぷよぷよ
提示される条件に沿ってぷよぷよを消していくモード。一部の機種のみに収録。ゲームギア版では全30問で、パスワードコンティニュー形式。PC-9801、Windows 3.1、Windows 95、Macintosh版では全50問で、途中経過をセーブ保存可能。全問クリアすると、ひとりでぷよぷよとは別のエンディングが流れる。
後に各機種で発売された単品版『なぞぷよ』のシステムのベースとなっている。

### スタッフ
「旧ぷよ」・「初代ぷよ」に深く関わったコアスタッフのみ記載。
- プロデューサー - Moo仁井谷
- シナリオ・キャラクターデザイン - 氷樹むう
- グラフィックデザイン - JANUS、寺本、ケロル、TOKIFURU MORITA(21)、村長さわ
- 音楽 - 塚本雅信、長尾英之助、迫田敏明
- 監督 - 塚本雅信

なお、MSX2・ディスクシステム版の企画・監督を務めた米光一成は、アーケード版以降の本作には携わっていない。

### 日本国外の作品
日本国外では、『魔導物語』のキャラクターではなく、別キャラクターに差し替えられて発売されるケースがある。

## 関連商品

### 攻略本
ぷよぷよ メガドライブ&ゲームギア公式ガイドブック（ワンダーライフスペシャル）
1993年5月20日に小学館より発売。付録として田中勝己による楽曲アレンジが収録されたシングルCD『ぷよぷよ Rave Revenge』が付属。
す〜ぱ〜ぷよぷよ 必勝のスーパー問題集（電撃攻略王）
1993年12月20日にメディアワークスより発売。
ALL ABOUT ぷよぷよ（ALL ABOUTシリーズ）
1993年12月30日に電波新聞社より発売。
朝まです〜ぱ〜ぷよぷよ PUYO2 FAN BOOK
1994年1月3日に勁文社より発売。
す〜ぱ〜ぷよぷよ必勝攻略法（スーパーファミコン完璧攻略シリーズ）
1994年1月21日に双葉社より発売。
す〜ぱ〜ぷよぷよ攻略本 ぷよマスターへの道
1994年1月30日に辰巳出版より発売。
す〜ぱ〜ぷよぷよ大百科（ケイブンシャの大百科）
1994年7月15日に勁文社より発売。
スーパーゲームボーイぷよぷよ 公式ガイドブック
1994年9月9日に勁文社より発売。
ぷよマスターへの道 連鎖攻略のための完全マニュアル
1995年7月5日に勁文社より発売。

### 漫画
『魔導物語』のコミカライズ作品は魔導物語#漫画を参照。下記の他、雑誌形式のディスクステーションにも『ぷよぷよ』や『魔導物語』関連のショートコミックが掲載されていた。また、複数のゲームを取り扱ったアンソロジーコミックの一部にも『ぷよぷよ』を基にしたものが存在する。
ぷよずらんど by コンパイル
ソフトバンク『BEEP!メガドライブ』誌上に1992年11月号から1993年5月号まで連載されていた。作者は壱。未単行本化。
ぷよぷよ
新声社『コミックゲーメスト』3号（1993年6月30日発売）に掲載された読み切り作品。作者は島田ひろかず。未単行本化。
す〜ぱ〜ぷよぷよ -魔導物語より-
講談社『別冊フレンド』誌上に1994年1月号から12月号まで連載されていた。作者はかずはしとも。未単行本化。
すーぱーぷよぷよ ぎゃぐまどう物語
小学館『月刊コロコロコミック』と『コロコロコミック新年増刊号』1994年1月号にそれぞれ掲載。作者は松本しげのぶ（デビュー作）。未単行本化。
カーバンクル争奪戦
角川書店『(勝)スーパーファミコン』19号（1994年11月25日発売）付録の『ギャグ勝スーパーファミコン』に掲載された読み切り作品。作者は藤凪かおる。未単行本化。
とっても!ぷよぷよ（てんとう虫コミックススペシャル）
小学館の小学館の学年別学習雑誌各誌上に連載されていた。作者はたちばな真未。
『小学三年生』1995年4月号から2000年3月号までの連載をメインに、『小学四年生』1996年4月号から1998年9月号、『小学二年生』1997年4月号から1998年9月号にも短期連載。
同作者による関連作として、『小学一年生』1995年9月号から1998年10月号まで連載された『ぷよぷよパラダイス・アルルちゃん』、『学習幼稚園』1996年5月号から1998年2月号まで連載された『ぷよぷよ少女 アルルちゃん』、『小学二年生』1997年1月号に掲載された『ぽけっとぷよ通3コマ』、『ぷっちぐみ』2011年9月号に掲載された『ぷよぷよ!!』などがあり、前記のうち『ぷよぷよパラダイス・アルルちゃん』のエピソードの一部は『とっても!ぷよぷよ』の単行本に収録された。
単行本は全6巻。ただし、単行本未収録のエピソードも多数存在する。
- 第1巻 - 1996年10月発売、ISBN 4-09-149291-6
- 第2巻 - 1997年5月発売、ISBN 4-09-149292-4
- 第3巻 - 1997年12月発売、ISBN 4-09-149293-2
- 第4巻 - 1998年11月発売、ISBN 4-09-149294-0
- 第5巻 - 1999年6月発売、ISBN 4-09-149295-9
- 第6巻 - 2000年5月発売、ISBN 4-09-149296-7

ぷよぷよ天国（マンガボーイズコミックススペシャル）
徳間書店より発行されたアンソロジーコミック。全2巻。
- 第1巻 - 1995年4月22日発売、ISBN 4-19-950012-X
- 第2巻 - 1995年8月23日発売、ISBN 4-19-950020-0

ぷよぷよ（火の玉ゲームコミックシリーズ）
光文社より発行されたアンソロジーコミック。全8巻。
- 4コマギャグバトル 第1巻 - 1995年11月発売、ISBN 4-334-80296-6
- 4コマギャグバトル PART2 - 1996年4月発売、ISBN 4-334-80322-9
- 4コマギャグバトル 辛口編 - 1996年10月発売、ISBN 4-334-80350-4
- 4コマギャグバトル こんがり編 - 1996年4月発売、ISBN 4-334-80375-X
- ギャグパラダイス - 1997年7月発売、ISBN 4-334-80390-3
- ショートコミック天国 - 1997年12月発売、ISBN 4-334-80410-1
- 4コマギャグバトル とことん編 - 1998年5月発売、ISBN 4-334-80424-1
- 4コマギャグバトル ファイヤー編 - 1998年10月発売、ISBN 4-334-80438-1

ばよえ〜んすぺしゃる（ラポートコミックス）
ラポートより発行されたアンソロジーコミック。全3巻。
- 第1巻 - 1995年12月9日発売、ISBN 4-89799-188-9
- 通 - 1996年7月発売、ISBN 4-89799-216-8
- SUN - 1997年12月発売、ISBN 4-89799-274-5

ぷよぷよ4コマまんが王国（ACTION COMICS）
双葉社より発行されたアンソロジーコミック。全2巻。
- 第1巻 - 1996年12月14日発売、ISBN 4-575-93482-8
- 第2巻 - 1997年7月28日発売、ISBN 4-575-93524-7

ぷよぷよ大行進!（講談社コミックス）
講談社『コミックボンボン』誌上に1996年1月号から8月号まで連載されていた（原題は『ぷよぷよ4コマ ぷよよん』）。作者は平野豊。
- 第1巻 - 1997年4月4日発売、ISBN 4-06-319790-5

ぷよぷよ・4コマコミック きめろ!ぷよぷよ（G COLLECTION）
1998年4月15日にムービックより発売されたアンソロジーコミック。ISBN 4-89601-352-2
ぷよぷよ（ハイパーGコミックアンソロジー 3）
1999年1月8日にエニックスより発売されたアンソロジーコミック。ハイパーGコミックアンソロジーシリーズの第3弾。ISBN 4-87025-437-9
ぷよぷよ KINGSシリーズ（DNAメディアコミックス）
スタジオDNAより発売されたアンソロジーコミック。『ぷよぷよ』シリーズのものが2巻、『フィーバー』のものが1巻発売された。
- 4コマKINGS - 1999年2月12日発売、ISBN 4-921066-04-3
- ショートコミックKINGS - 1999年3月12日発売、ISBN 4-921066-09-4
- ぷよぷよフィーバー 4コマKINGS - 2004年6月発売、ISBN 4-7580-0187-1

ぷよぷよだ〜!
小学館『別冊コロコロコミックSpecial』誌上（隔月刊）に1999年6月号から12月号まで連載されていた。作者はむさしのあつし。未単行本化。
ボクとトラさん。
2009年4月3日より2015年4月24日までセガの携帯電話・スマートフォン用サイト「★ぷよぷよ！セガ」にて連載された4コマ漫画。作者は剣持まよ。『ぷよぷよ』が下手な主人公のサラリーマン・石田アキトと、動いて喋って『ぷよぷよ』も得意なネコ型携帯ストラップのトラさんを中心とした漫画。作中でゲームとしての『ぷよぷよ』が多く題材になっている。
2015年4月24日掲載の「第314回」をもって「★ぷよぷよ！セガ」での連載が一旦終了し、同年5月よりセガのコミュニティサイト「it-tells（いってる）」でバックナンバーの再掲が5話ずつ開始されている。2016年4月25日に「it-tells」のサービスが終了したことに伴い、翌4月26日より全話のバックナンバーが読めるようになった。
ボクとトラさん。ネオ!
2015年5月14日より2016年4月21日までセガのコミュニティサイト「it-tells（いってる）」内のコーナー「今週もいったる!」にて連載された4コマ漫画。『ボクとトラさん。』の続編にあたり、ストーリーを引き継いでいるが話数がリセットされている。
2016年4月25日に「it-tells」のサービスが終了することに伴い、2016年4月21日掲載の「第25話」をもって最終回を迎え、こちらも連載が一旦終了し、同年4月26日より全話のバックナンバーが読めるようになった。

### CD・カセットテープ
ばよえ〜ん!! THE MEGA TRACKS OF ぷよぷよCD
1994年4月21日発売。発売元はNECアベニュー。PCエンジン版『ぷよぷよCD』のオリジナルサウンドトラック（ごく一部）＋新規テクノアレンジトラック（大半）＋ドラマCD。ボイスドラマ部分の担当声優はPCエンジン版と同じ。
ぷよぷよ の〜てんSPECIAL
1995年7月1日発売。ボイスドラマを収録したカセットテープ。脚本は山口宏、音楽は河野英雄。
ぷよぷよDX. Complete Best Album 1
1998年7月23日発売。発売元はテイチク。『ぷよぷよ』のアレンジサウンドトラック。上記『ばよえ〜ん!!』を中心に、『魔導物語音楽館』、『ぷよぷよ Rave Revenge』、『大打撃』等からの再録・リメイク音源で構成。編曲は田中勝己。
魔導物語 PUYOPUYO＆NAZOPUYO PC-9801＆MSX2 SOUNDTRACKS 〜サントラの呪文V〜
2023年4月7日発売の『魔導物語 超きゅ〜きょく大全 ぷよぷよ入り』付属CD。PC-98版『ぷよぷよ』と『なぞぷよ』の楽曲（OPN版）、MSX2版『ぷよぷよ』の楽曲（FM音源版・PSG音源版の2種）、ファミリーコンピュータ版『ぷよぷよ』の楽曲を収録。ディスク1枚。
魔導物語 〜サントラの呪文〜
2023年4月7日発売の『魔導物語 超きゅ〜きょく大全 ぷよぷよ入り』に収録。上記を含むこれまでの『サントラの呪文』シリーズの全12タイトルを全てデータ化して収録。魔導物語#サウンドトラックも参照。

## CM出演者
す〜ぱ〜ぷよぷよ
- 藤沢かりん
- 秋山仁
- 武田惠子

ぷよぷよ（ゲームボーイ版）
- 藤沢かりん
- 緒方賢一 - ナレーションを担当